# FC Villarreal

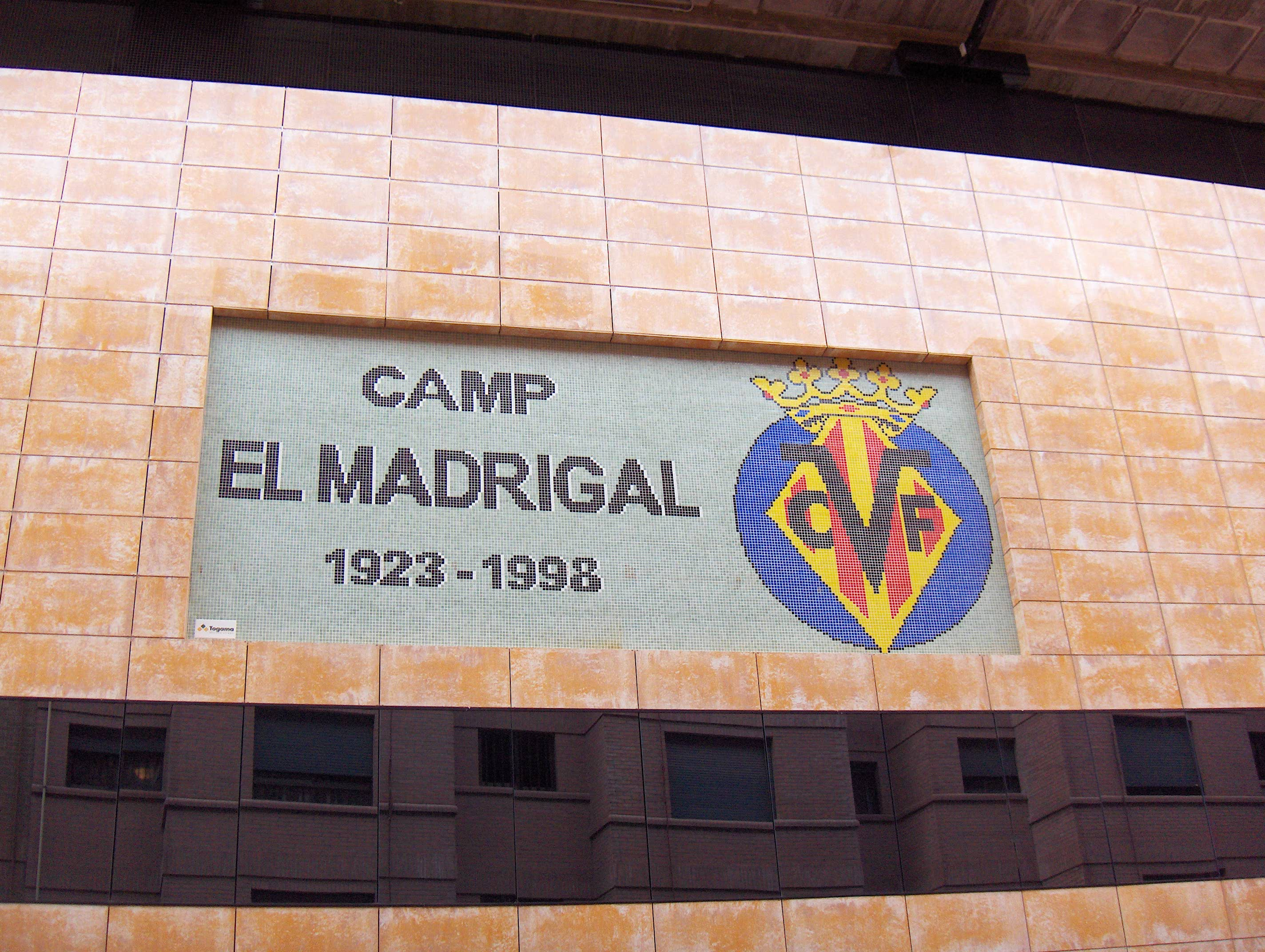
FC Villarreal

Der Villarreal Club de Fútbol, kurz Villarreal CF und im deutschsprachigen Raum allgemein bekannt als FC Villarreal, ist ein spanischer Fußballverein aus der Stadt Villarreal (valencianisch: Vila-real). Die Stadt hat ca. 50 000 Einwohner und liegt in der Provinz Castelló, etwa acht Kilometer südlich der Provinzhauptstadt Castelló de la Plana und ca. 60 km nördlich von Valencia. Der Verein spielt in der höchsten spanischen Liga und trägt seine Heimspiele im 25.000 Zuschauer fassenden Estadio de la Cerámica aus. Der größte Rivale des Klubs ist der FC Valencia, die Derbys sind ein Höhepunkt der ersten Liga. Der größte Erfolg in der Vereinsgeschichte ist der Gewinn der UEFA Europa League 2020/21.
Die Vereinsfarben sind Gelb-Blau. Der Villarreal CF spielt zu Hause in gelben Trikots mit gelben Hosen und gelben Stutzen. Aufgrund der Spielkleidung wird der Klub auch mit dem Spitznamen Submarino amarillo (gelbes U-Boot) bezeichnet. Das Maskottchen trägt den Namen Groguet und ist eine Comicfigur mit einem U-Boot-Kopf. Der Verein hat 17.500 Mitglieder (Stand: 15. September 2017).

## Geschichte
Der Verein wurde am 10. März 1923 gegründet, das erste offizielle Spiel wurde im Oktober desselben Jahres gegen den Nachbarverein Red y Star de Castellón ausgetragen. Der Klub spielte anfangs in der regionalen Liga. In dieser Regionalliga 1A wurde der CD Villarreal in der Saison 1935/36 spanischer Amateurmeister. Anschließend ruhte der Fußball während des Spanischen Bürgerkrieges zwischen Juli 1936 und April 1939. Aufgrund von wirtschaftlichen und sportlichen Problemen verschwand der Verein für viele Jahre von der Bildfläche. 
CD Villarreal wurde in den frühen 1940er Jahren aufgelöst, und 1942 war CA Foghetecaz, ein Akronym für die Gründer des Clubs (Font, Gil, Herrero, Teuler, Catalá und Zaragoza), einer von mehreren Clubs, die an seiner Stelle gegründet wurden. Am 25. August 1947 trat der neue Verein dem Valencianischen Fußballverband bei und benannte sich 1950 in CAF Villarreal um, wo das F für Foghetecaz stand.
Erst in der Saison 1950/51 spielte Villarreal wieder in der Regionalliga 1A. 1955/56 stieg der Verein nach gewonnenen Relegationsspielen in die Dritte División auf. Erst in der Saison 1960/61 stieg der Verein wieder ab und fünf Jahre später wieder auf. Am Ende der Saison 1969/70 stieg der Verein das erste Mal in die Zweite División auf. Der Verein stieg noch mehrfach bis in die Regionalliga wieder ab, bevor man 1991/92 in die nächsthöhere Liga, die Zweite División A aufstieg.
In der Saison 1997/98 gelang dann der erstmalige Aufstieg in die Primera División. Im entscheidenden Relegationsspiel gegen den SD Compostela setzte sich Villarreal CF aufgrund der mehr erzielten Auswärtstore durch. Nach einem Jahr stieg der Verein wieder ab und schaffte 1999/2000 den direkten Wiederaufstieg.
In den ersten Jahren landete man meistens im Mittelfeld der Tabelle. Mit den südamerikanischen Nationalspielern hatte der Verein kleinere Erfolge im UEFA Intertoto Cup. Villarreal qualifizierte sich über den Intertoto Cup 2003 und 2004 für den UEFA-Pokal und erreichte dort in der Saison 2003/04 das Halbfinale, wo man am Lokalrivalen FC Valencia scheiterte, welcher anschließend den Pokal gewann.
Die Saison 2004/05 beendete der Klub auf dem 3. Platz der Primera Division und qualifizierte sich durch zwei 2:1-Siege gegen den englischen Vertreter FC Everton erstmals für die UEFA Champions League. Dort gelang mit dem Erreichen des Halbfinals der bislang größte Erfolg der Vereinsgeschichte. Die Gegner in der Gruppenphase waren Manchester United, Benfica Lissabon und OSC Lille, später wurden die Glasgow Rangers und Inter Mailand ausgeschaltet. Im Halbfinale scheiterte die Mannschaft am FC Arsenal, da sie es nach einer 0:1-Niederlage im Hinspiel nicht schaffte, im Rückspiel zu Hause ein Tor zu erzielen.
In der Saison 2007/08 erreichte der FC Villarreal mit Platz 2 hinter Real Madrid seine bisher beste Platzierung in der Primera División und qualifizierte sich damit erneut für die Champions-League. Dort schied man in der folgenden Saison im Viertelfinale erneut gegen den FC Arsenal aus. In der Saison 2010/11 schaltete Villarreal in der K.O.-Runde der Europa League nacheinander den SSC Neapel, Bayer 04 Leverkusen und Twente Enschede aus und scheiterte erst im Halbfinale am portugiesischen Vertreter FC Porto.

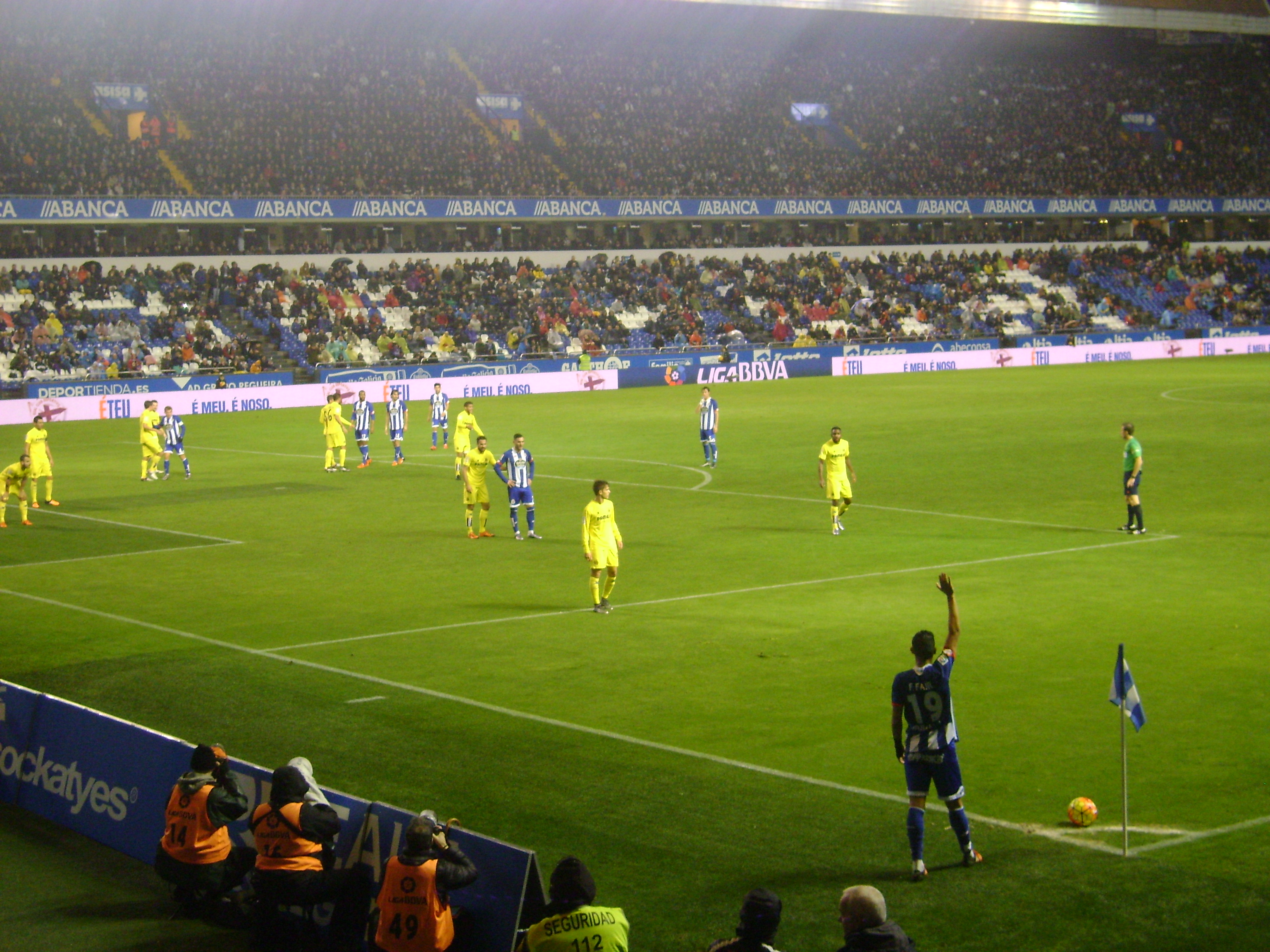
Deportivo La Coruña vs. FC Villarreal.

In der Spielzeit 2011/12 stieg der FC Villarreal nach einer 0:1-Niederlage im letzten Heimspiel gegen Atlético Madrid in die Segunda División ab. In der Saison 2012/13 gelang der sofortige Wiederaufstieg. Gleich in der ersten Spielzeit nach dem Aufstieg gelang der sechste Platz, welcher gleichbedeutend mit der Teilnahme an den Play-offs zur Europa League 2014/15 war, in dem man sich gegen den kasachischen Verein FK Astana souverän durchsetzte. Villarreal spielte damit in der Gruppenphase. Gruppengegner waren Borussia Mönchengladbach aus Deutschland, der FC Zürich aus der Schweiz sowie Apollon Limassol aus Zypern. Letztendlich kam Villarreal bis ins Viertelfinale, wo man gegen den FC Sevilla unterlag. In der Copa del Rey 2014/15 erreichte Villarreal das Halbfinale, scheiterte dort aber am FC Barcelona. Erneut erreichte man in der Liga Platz 6.
In der Saison 2015/16 wurde Villarreal in der Gruppenphase der UEFA Europa League 2015/16 hinter dem SK Rapid Wien und vor Viktoria Pilsen sowie Dinamo Minsk Gruppenzweiter. In weiterer Folge gelang man über Erfolge gegen den SSC Neapel, Bayer Leverkusen und Sparta Prag bis ins Halbfinale. Villarreal traf dort auf den FC Liverpool, verlor gegen diesen aber trotz eines 1:0-Hinspielsieges noch mit 0:3.
In der Liga erreichte man Platz 4 und stand so vor einer möglichen Teilnahme an der UEFA Champions League 2016/17. Allerdings scheiterte man in der Qualifikation an der AS Monaco und musste daher den Gang in die Europa League antreten. In einer Gruppe mit Osmanlispor, dem FC Zürich und Steaua Bukarest galt Villarreal als Favorit auf den Gruppensieg, belegte am Ende überraschenderweise aber nur Platz 2. In der Zwischenrunde scheiterte man deutlich an der AS Rom. Am Ende der Saison 2016/17 erreichte Villarreal Platz 5 in der Liga.
In der UEFA Europa League 2017/18 konnte Villarreal in einer Gruppe mit dem FC Astana, Slavia Prag und Maccabi Tel Aviv weitestgehend überzeugen und holte den Gruppensieg. In der Zwischenrunde scheiterte man jedoch an Olympique Lyon. Am Ende der Saison 2017/18 belegte Villarreal erneut den fünften Platz.
In der UEFA Europa League 2018/19 traf Villarreal in der Gruppenphase auf den SK Rapid Wien, den Glasgow Rangers und Spartak Moskau. Da man gegen die punktgleichen Wiener den direkten Vergleich gewann, wurde man Gruppensieger. Diesmal sollte man gegen Sporting Lissabon über die Zwischenrunde hinauskommen und erreichte gegen Zenit St. Petersburg schließlich das Viertelfinale, wo man aber dem FC Valencia unterlag. Zwischenzeitlich enttäuschte das gelbe U-Boot in der Liga und beendete die Saison 2018/19 auf Platz 14. Damit verpasste Villarreal erstmals seit sechs aufeinanderfolgenden Spielzeiten den Europacup.
Zur Saison 2020/21 übernahm Unai Emery den Trainerposten beim FC Villarreal. Er erhielt einen Dreijahresvertrag bis zum 30. Juni 2023. Dabei setzte er sich in der Europa League entscheidend in Szene. Die Gruppenphase gegen Maccabi Tel Aviv, Sivasspor und Qarabağ Ağdam beendete man nahezu makellos als Gruppensieger. Gegen die weiteren Gegner Red Bull Salzburg, Dynamo Kiew und Dinamo Zagreb gewannen die Spanier jeweils doppelt. Erst im Halbfinal-Rückspiel gegen den FC Arsenal gab es ein 0:0-Remis, nachdem das Hinspiel mit 2:1 gewonnen wurde. Villarreal begegnete im Finale schließlich Manchester United und bezwang dieses nach einem 1:1 im Elfmeterschießen. Emery schrieb damit Klubgeschichte und gewann für den Verein den ersten internationalen Titel. Den anschließenden UEFA Super Cup gegen den FC Chelsea verlor man jedoch – ebenfalls nach einem 1:1 im Elfmeterschießen. 
Villarreal war damit automatisch für die UEFA Champions League 2021/22 und sorgte auch da für mächtige Furore. In einer Gruppe mit Manchester United, Atalanta Bergamo und dem BSC Young Boys erreichte Villarreal knapp hinter den Red Devils den zweiten Platz und zog ins Achtelfinale ein, das man gegen Juventus Turin gewinnen konnte. Auch das Viertelfinale gegen den FC Bayern München entschied man überraschend für sich, ehe es im Halbfinale gegen den FC Liverpool das Aus setzte. Es war für den Klub das zweite Champions-League-Halbfinale nach jenem der Saison 2005/06.
Durch den 7. Platz in der Liga am Ende der Saison 2021/22 war Villarreal für die Teilnahme an der UEFA Europa Conference League 2022/23 qualifiziert, nachdem man sich mit zwei Siegen gegen Hajduk Split durchsetzte. In einer Gruppe mit Lech Posen, Hapoel Be’er Scheva und dem FK Austria Wien holte Villarreal den Gruppensieg und stieg direkt ins Achtelfinale auf. Dort scheiterte der Klub am RSC Anderlecht. In der Liga beendete man die Saison 2022/23 auf Platz 5 und qualifizierte sich so für die UEFA Europa League 2023/24. In einer Gruppe mit Stade Rennes, Maccabi Haifa und Panathinaikos Athen gelang erneut der Gruppensieg. Anschließend scheiterte man im Achtelfinale denkwürdig an Olympique Marseille. Nachdem man das Hinspiel mit 0:4 verloren hatte, führte man im Rückspiel bis in die Nachspielzeit hinein mit 3:0. Das endgültige Aus wurde jedoch in letzter Minute mit einem Tor von Marseille besiegelt. Die Saison 2023/24 beendete Villarreal auf Platz 8, womit in den letzten elf Jahren erst zum zweiten Mal der Europacup verpasst wurde.

## Kader der Saison 2024/25
Stand: 2. Mai 2025
| Nr. |                | Position | Name           |
| --- | -------------- | -------- | -------------- |
| 1   | Brasilien      | TW       | Luiz Júnior    |
| 2   | Kap Verde      | AB       | Logan Costa    |
| 3   | Spanien        | AB       | Raúl Albiol    |
| 4   | Elfenbeinküste | AB       | Eric Bailly    |
| 5   | Frankreich     | AB       | Willy Kambwala |
| 6   | Spanien        | MF       | Denis Suárez   |
| 7   | Spanien        | ST       | Gerard Moreno  |
| 8   | Argentinien    | AB       | Juan Foyth     |
| 9   | Kanada         | ST       | Tajon Buchanan |
| 10  | Spanien        | MF       | Dani Parejo    |
| 11  | Marokko        | MF       | Ilias Akhomach |
| 13  | Spanien        | TW       | Diego Conde    |

| Nr. |                | Position | Name            |
| --- | -------------- | -------- | --------------- |
| 14  | Spanien        | MF       | Santi Comesaña  |
| 15  | Frankreich     | ST       | Thierno Barry   |
| 16  | Spanien        | MF       | Álex Baena      |
| 17  | Spanien        | AB       | Kiko Femenía    |
| 18  | Senegal        | MF       | Pape Gueye      |
| 19  | Elfenbeinküste | MF       | Nicolas Pépé    |
| 21  | Spanien        | ST       | Yeremi Pino     |
| 22  | Spanien        | MF       | Ayoze Pérez     |
| 23  | Spanien        | AB       | Sergi Cardona   |
| 24  | Spanien        | AB       | Alfonso Pedraza |
| 26  | Spanien        | AB       | Pau Navarro     |
| 31  | Andorra        | TW       | Iker Álvarez    |

- Trainer: Marcelino

## Personal

### Ehemalige Spieler (Auswahl)
→ Ausführliche Auflistung: Fußballspieler (FC Villarreal)
- Santi Cazorla (2002–2006, 2007–2011, 2018–2020)
- Juan Román Riquelme (2003–2007)
- Diego Forlán (2004–2007)
- Bruno Soriano (2004–2020)
- Robert Pires (2006–2010)
- Joan Capdevila (2007–2011)
- Rodri (2013–2018)

### Ehemalige Trainer
| Zeitabschnitt   | Trainer                     | Nationalität |
| --------------- | --------------------------- | ------------ |
| 07/1999–10/1999 | Joaquín Caparrós            | Spanien      |
| 07/2000–09/2002 | Víctor Muñoz                | Spanien      |
| 07/2003–02/2004 | Benito Floro                | Spanien      |
| 07/2004–06/2009 | Manuel Pellegrini           | Chile        |
| 07/2009–01/2010 | Ernesto Valverde            | Spanien      |
| 01/2010–12/2011 | Juan Carlos Garrido         | Spanien      |
| 12/2011–03/2012 | José Francisco Molina       | Spanien      |
| 03/2012–07/2012 | Miguel Ángel Lotina         | Spanien      |
| 07/2012–01/2013 | Julio Velázquez             | Spanien      |
| 01/2013–08/2016 | Marcelino García            | Spanien      |
| 08/2016–09/2017 | Fran Escribá                | Spanien      |
| 09/2017–12/2018 | Javier Calleja              | Spanien      |
| 12/2018–01/2019 | Luis García                 | Spanien      |
| 01/2019–07/2020 | Javier Calleja              | Spanien      |
| 07/2020–10/2022 | Unai Emery                  | Spanien      |
| 10/2022–09/2023 | Quique Setién               | Spanien      |
| 09/2023–11/2023 | Pacheta                     | Spanien      |
| 11/2023         | Miguel Ángel Tena (interim) | Spanien      |

## Erfolge
- UEFA-Pokal/UEFA Europa League
  - Sieger 2020/21
- UEFA Champions League
  - Halbfinale 2005/06, 2021/22
- UEFA Super Cup
  - Finalist 2021

## Frauenfußball
Der FC Villarreal betreibt seit dem Jahr 2000 auch eine Frauenfußballabteilung. Der ersten Mannschaft gelang in der Saison 2020/21 erstmals in ihrer Geschichte der Aufstieg in die Primera División.